# Wissenschaftsjahr 1514
Liste der Wissenschaftsjahre

◄◄ | ◄ | 1510 | 1511 | 1512 | 1513 | Wissenschaftsjahr 1514 | 1515 | 1516 | 1517 | 1518 | ► | ►►

Weitere Ereignisse
Dieser Artikel behandelt das Wissenschaftsjahr 1514.

## Ereignisse

### Naturwissenschaften

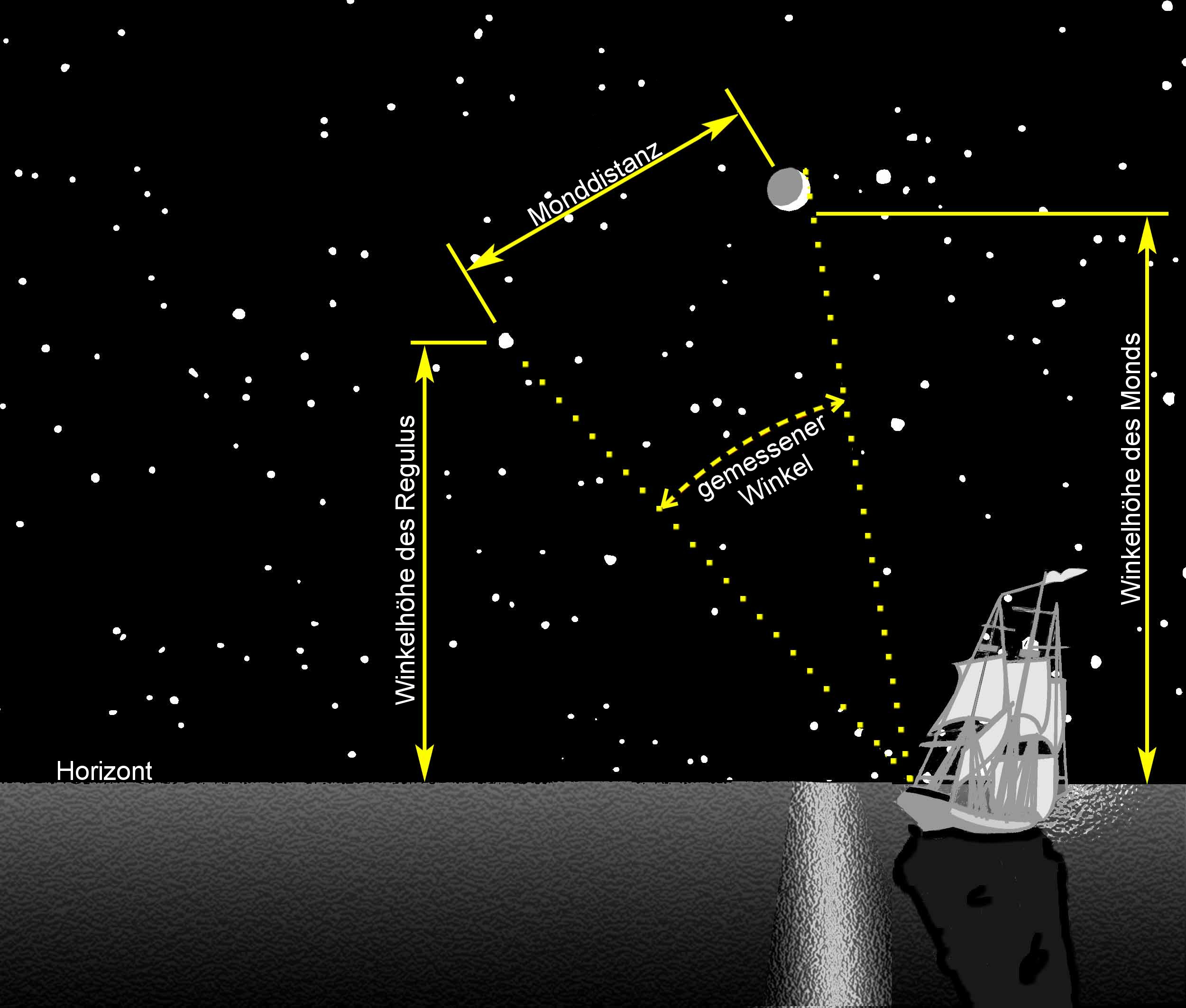
Distanz von Sternen zum Mond

#### Astronomie
- Zur Lösung des Längenproblems in der Navigation schlägt Johannes Werner vor, die Distanz von Sternen zum Mond zu verwenden.

#### Astronomie und Mathematik
- 13. April: Georg Tannstetter, Angehöriger der Wiener astronomischen Schule, veröffentlicht das Werk Viri Mathematici quos inclytum Viennense gymnasium ordine celebres habuit, einen frühen Ansatz der Wissenschaftsgeschichte. Darin werden die von 1384 bis zu diesem Zeitpunkt in Wien tätigen Astronomen und Mathematiker ausführlich dargestellt. Bei fünf von ihnen präsentiert Tannstetter umfangreiche Listen ihrer Werke, nämlich bei Johannes von Gmunden, Georg von Peuerbach, Johannes Regiomontanus, Johannes Stabius und Andreas Stiborius. Insgesamt erscheinen in diesen Viri Mathematici ungefähr 170 Buchtitel zu überwiegend mathematischen und astronomischen Themen.

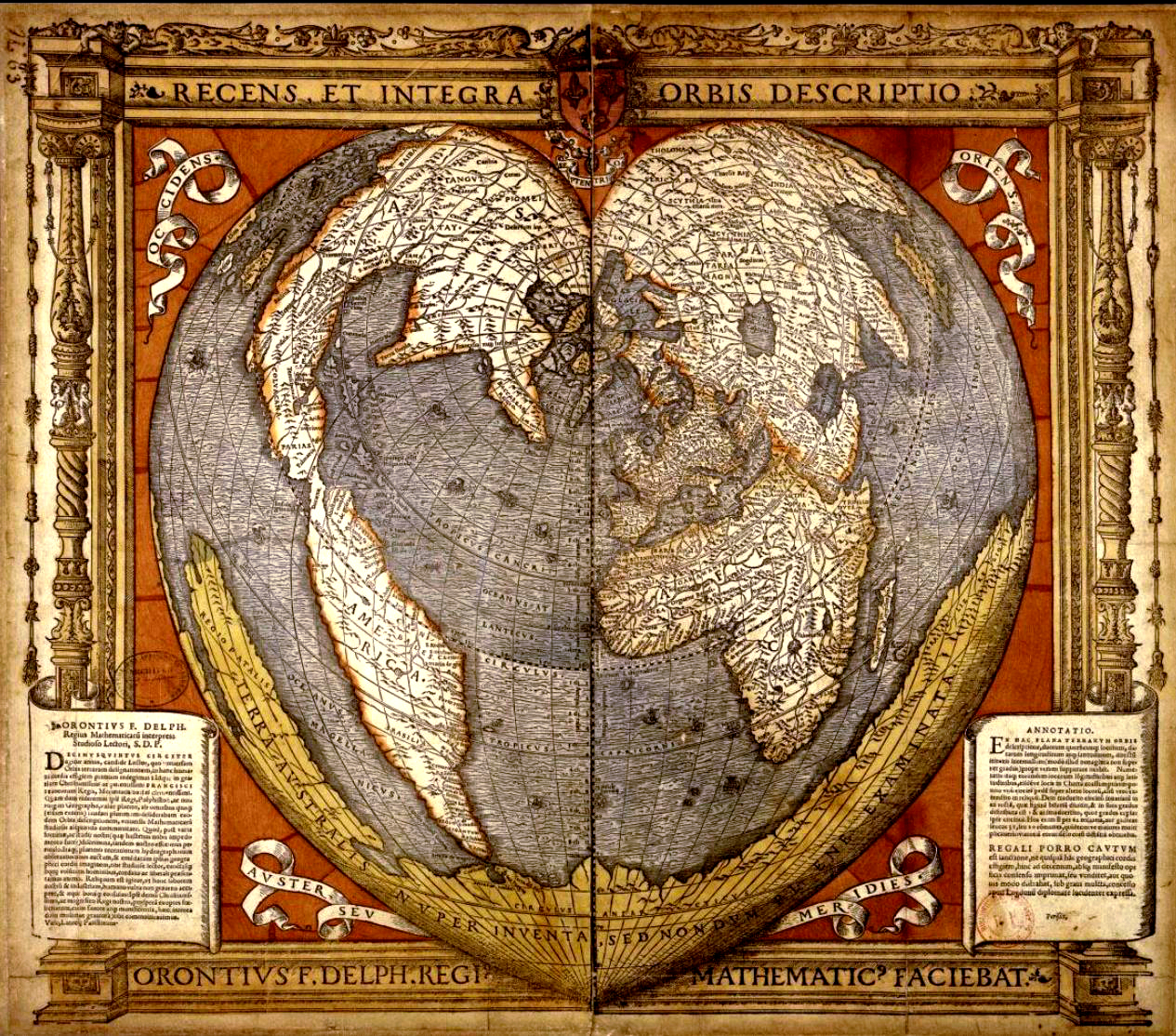
Werner-Projektion der Erde (von 1536)

#### Geowissenschaften

##### Kartografie
- Johannes Werner veröffentlicht seine Übersetzung der Geographie des Ptolemäus Nova Translatio Primi Libri Geographicae Cl. Ptolomaei. Das Werk enthält auch die von Johannes Stabius und Johannes Werner entwickelte sogenannte Stab-Wernersche herzförmige Projektion, die erste flächentreue Darstellung der Erdkugel und schlägt die Verwendung des Jakobsstabs in der Seefahrt vor.[1]

### Ingenieurwissenschaften

#### Schiffbau
- 13. Juni: Das englische Segelkriegsschiff (Karacke) Henry Grace à Dieu (deutsch „Heinrich von Gottes Gnaden“, auch bekannt als Great Harry), mit einer Verdrängung von über 1.000 Tonnen das damals größte Kriegsschiff der Welt, das in den Woolwich Dockyards in England gebaut wurde, läuft vom Stapel.[2][3]

### Geisteswissenschaften

#### Geschichtswissenschaften
- 28. November: In Nürnberg stirbt der deutsche Arzt, Humanist und Historiker Hartmann Schedel, der als wichtigstes Werk die sogenannte Schedelsche Weltchronik, eine illustrierte Darstellung der Weltgeschichte, aus dem Jahr 1493 in einer lateinischen und einer deutschen Fassung erarbeitet hat. Das nach ihrem Erscheinungsort auch als Nürnberger Chronik bezeichnet Werk enthält 650 Holzschnitt-Illustrationen von Michael Wolgemut, dem Lehrer Albrecht Dürers, welcher selbst möglicherweise nicht unbeteiligt an der Entstehung der Illustrationen war.

Abbildungen aus der Schedelschen Weltchronik von 1493
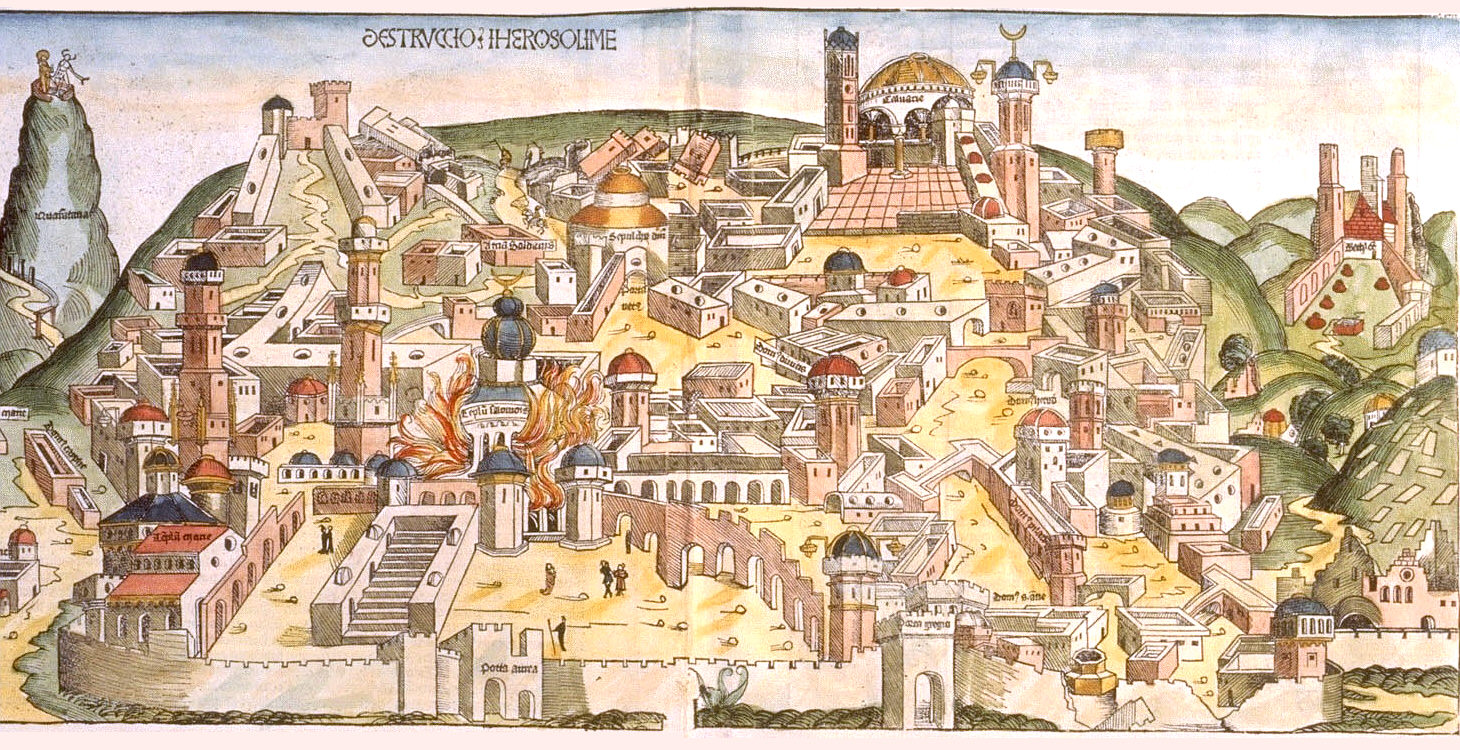
Jerusalem
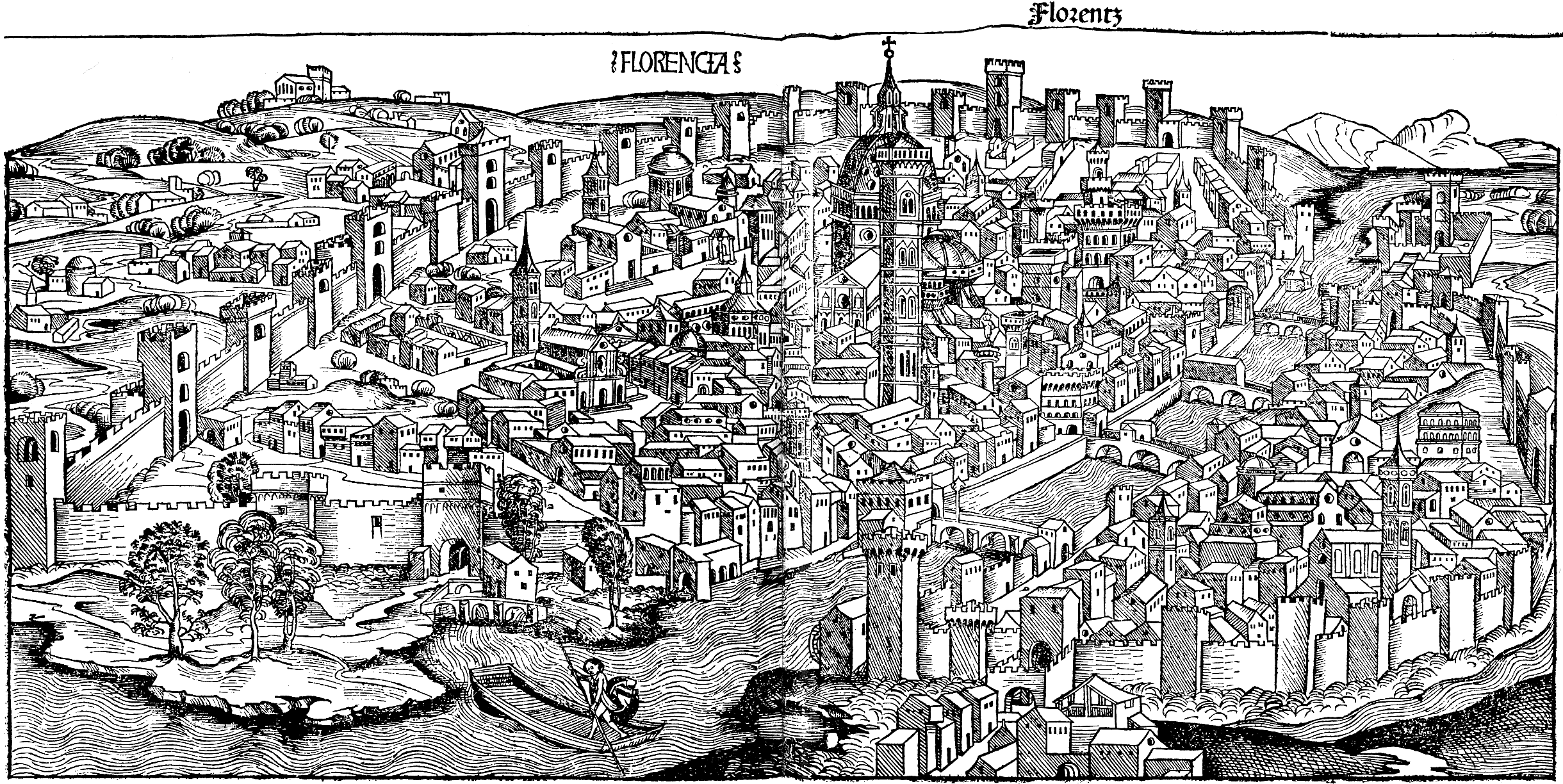
Florenz
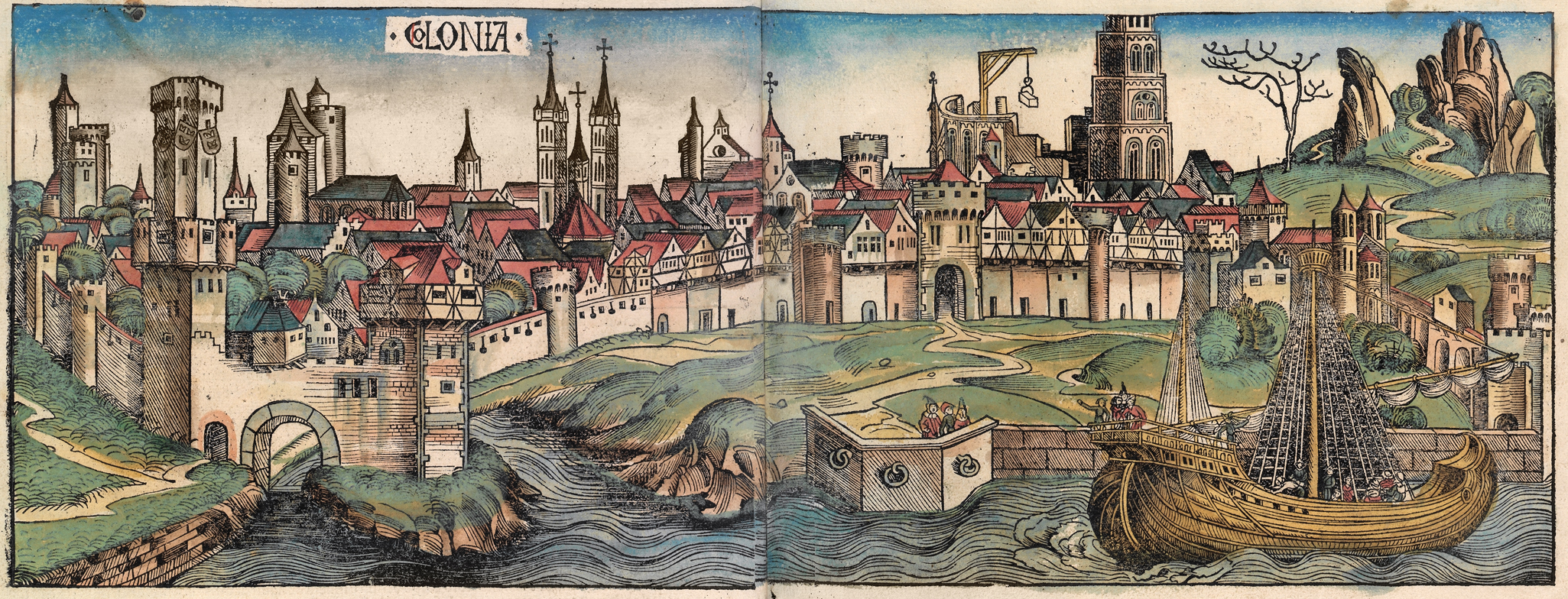
Köln
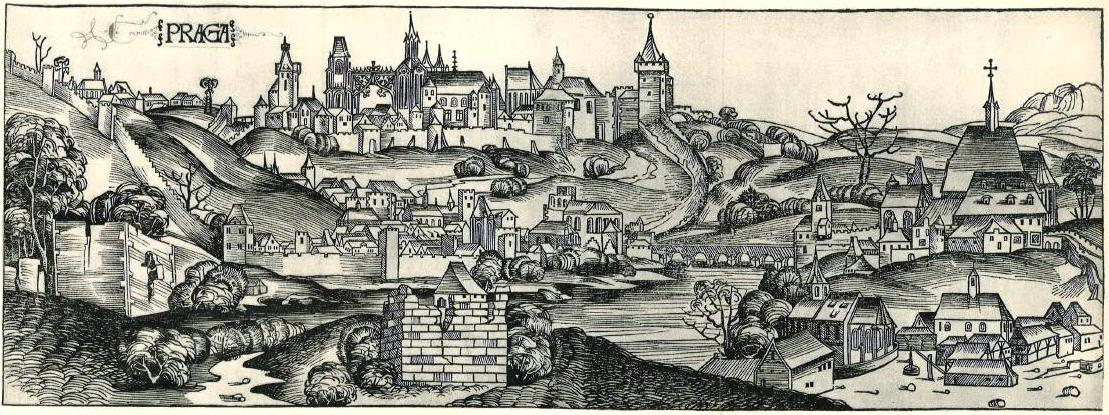
Prag
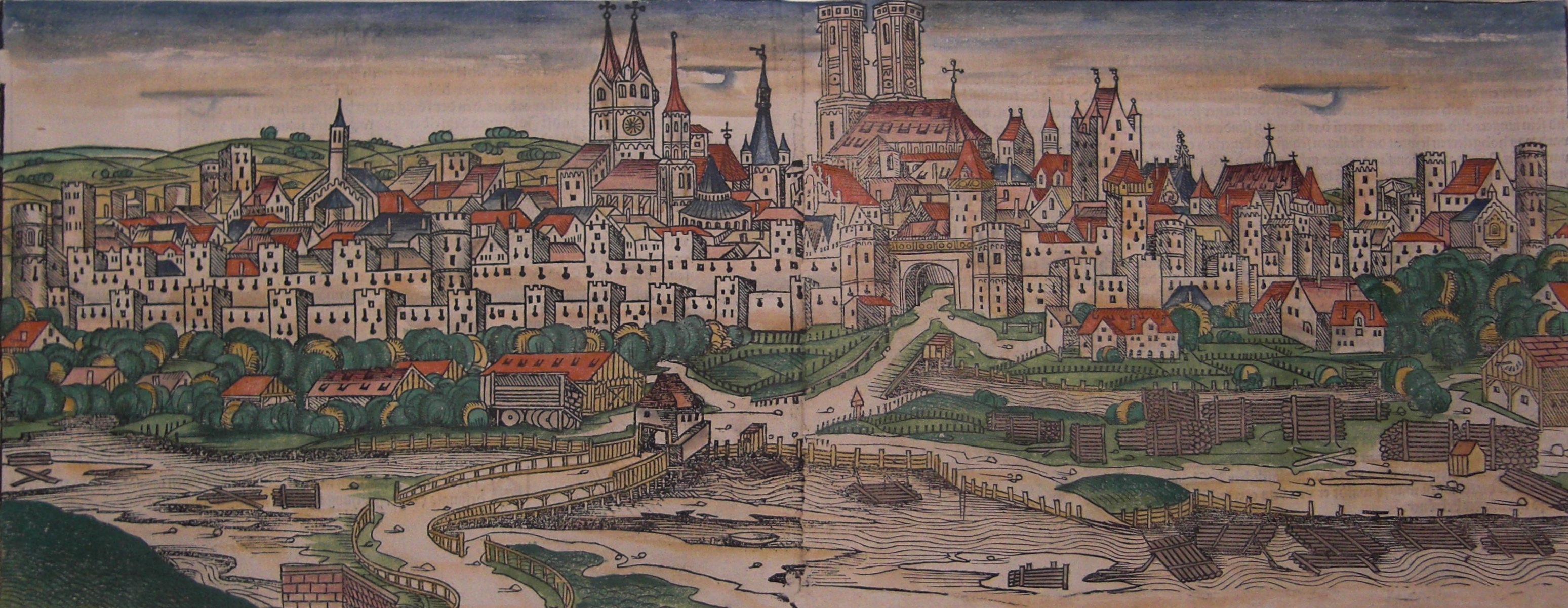
München
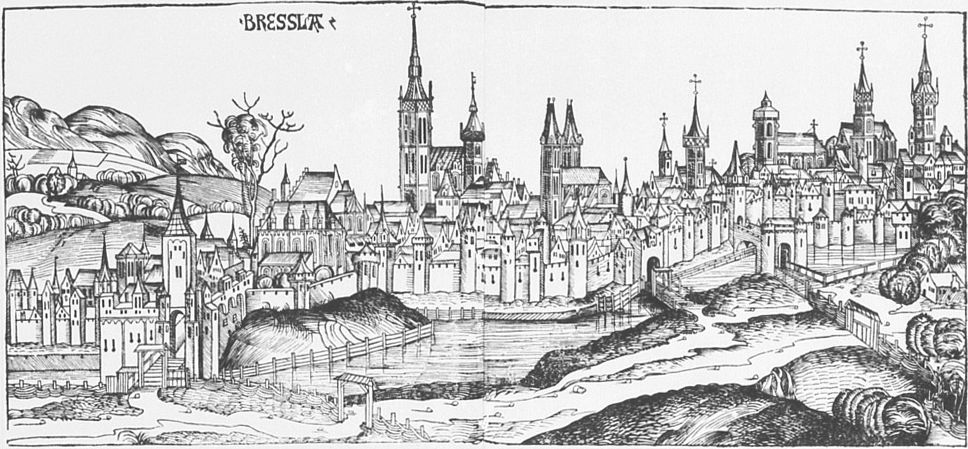
Breslau

## Geboren

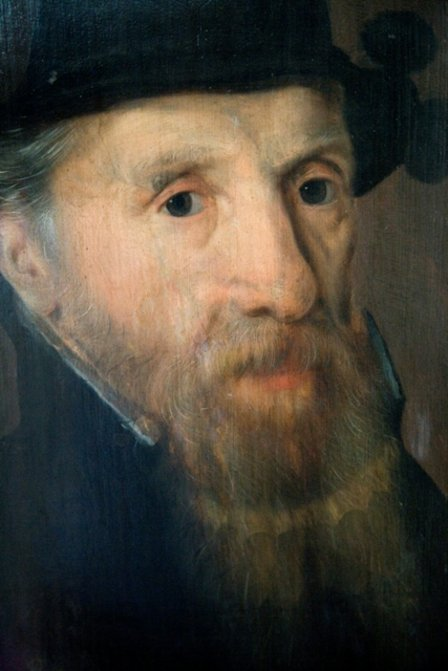
Peter Tiara; * 15. Juli

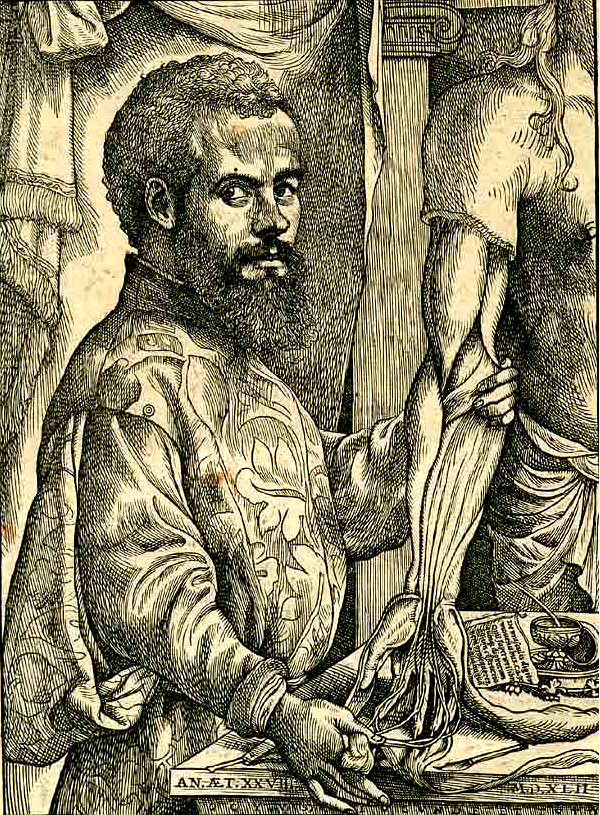
Andreas Vesalius; * 31. Dezember

### Geburtsdatum gesichert
- 16. Februar: Georg Joachim Rheticus, österreichischer Mathematiker, Astronom, Theologe, Kartograph, Instrumentenmacher und Mediziner († 1574)
- 22. Februar: Johannes Gigas, deutscher evangelischer Theologe, Kirchenlieddichter, Humanist, Pädagoge und Reformator († 1581)
- 07. April: Joachim I. von Alvensleben, Burgherr, Gelehrter und Reformator († 1588)
- 16. Juni: John Cheke, englischer Gelehrter und Staatsmann († 1557)
- 15. Juli: Peter Tiara, niederländischer Philologe und Arzt († 1586)
- 19. Juli: Michael Toxites, deutscher Mediziner, Lehrer, Dichter und Herausgeber medizinischer und alchemistischer Schriften († 1581)
- 26. Juli: Wiguleus Hund, bayrischer Rechtsgelehrter und Staatsmann († 1588)
- 13. August: Joachim Mynsinger von Frundeck, deutscher Jurist der Humanistenzeit († 1588)
- 31. Oktober: Wolfgang Lazius, deutscher Humanist, Historiker, Kartograf und Arzt († 1565)
- 17. Dezember: Johann Basilius Herold, deutscher Drucker, Humanist, Historiker, Publizist und Fälscher († 1567)
- 31. Dezember: Andreas Vesalius, flämischer Anatom, gilt als Begründer der neuzeitlichen Anatomie sowie des morphologischen Denkens in der Medizin († 1564)

### Genaues Geburtsdatum unbekannt
- Jean d’Amboise, französischer Chirurg († 1584)
- Andreas Aurifaber, deutscher Arzt († 1559)
- Francisco Hernández de Toledo, spanischer Arzt († 1587)

### Geboren um 1514
- Caspar Landsidel, deutscher Pädagoge und Rhetoriker († 1560)
- Johann Placotomus, deutscher Mediziner und Pädagoge († 1577)

## Gestorben

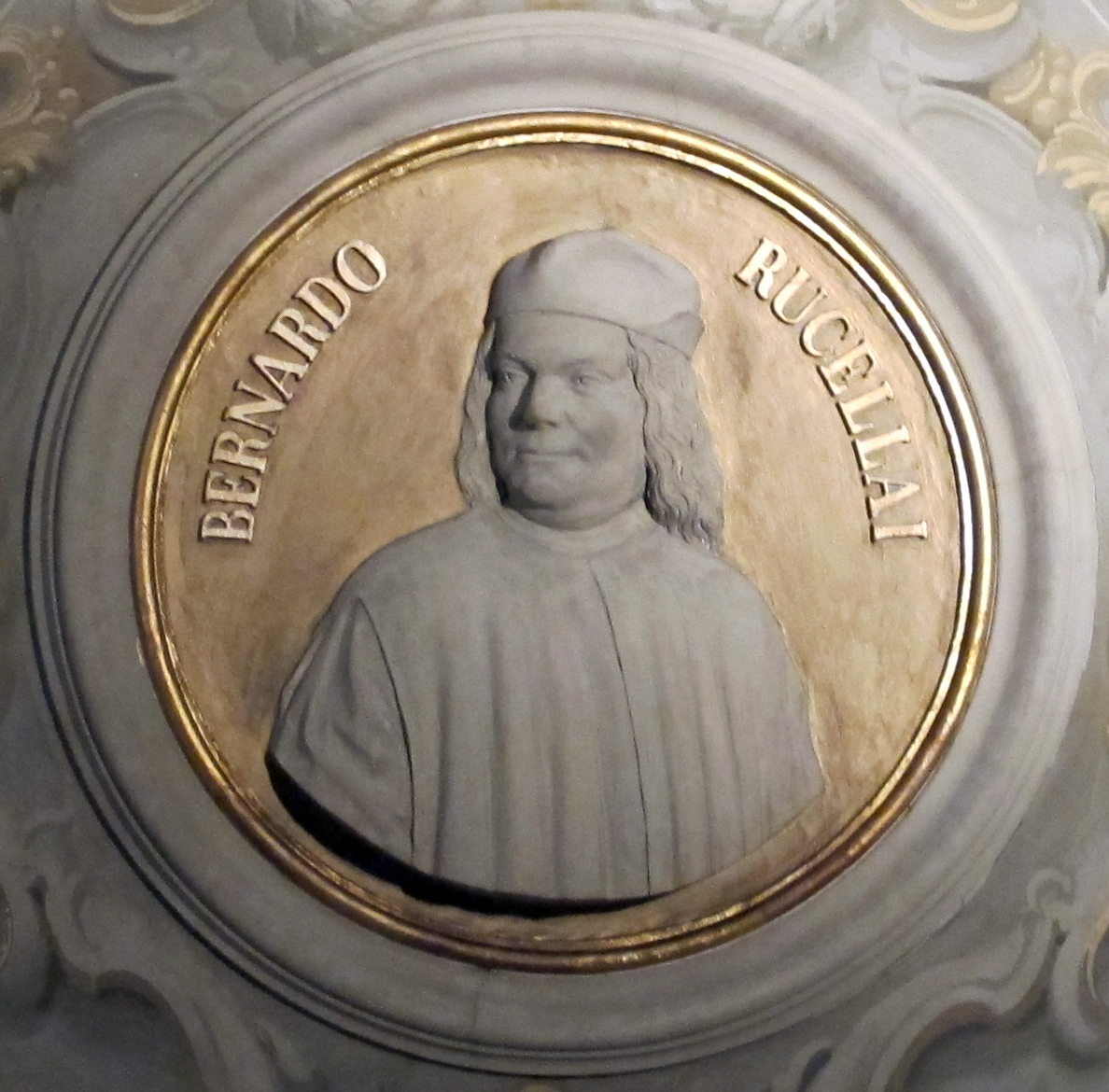
Bernardo Rucellai; † 7. Oktober

### Todesdatum gesichert
- 21. März: Johannes Brassicanus, deutscher Humanist, Gelehrter und Grammatiker (* nach 1475)
- 11. April: Donato Bramante, italienischer Baumeister, Architekt und Maler (* 1444)
- 30. Mai: Wolfgang Roritzer, deutscher Dombaumeister und Bildhauer (* unbekannt)
- 07. Oktober: Bernardo Rucellai, Florentiner Gelehrter und Diplomat (* 1448)
- 28. November: Hartmann Schedel, deutscher Arzt, Humanist und Historiker († 1440)

### Genaues Todesdatum unbekannt
- Adam von Bochinia, polnischer Arzt und Humanist
- Miguel Díaz, spanischer Entdecker
- Vicente Yáñez Pinzón, spanischer Seefahrer und Entdecker
- Nikolaus Queck, Dombaumeister in Mainz und Frankfurt am Main